# Murk (film)
Murk è un film thriller psicologico danese del 2005. Il film vede la partecipazione di attori come Lotte Bergstrøm e Lisbet Lundquist.

## Trama
Sembra che Julie, una donna affetta da disabilità e costretta su una sedia a rotelle, si sia suicidata la prima notte di nozze. Suo fratello Jacob, giornalista, segue Anker (ex marito della sorella) nel villaggio danese di Mørke e scopre che questi sta per sposare un'altra donna handicappata. A seguito di questa rivelazione, Jacob sospetta fortemente di Anker ed inizia a indagare su di lui, convinto che possa essere coinvolto nell'uccisione di altre donne disabili.